# Fucking Men
Fucking Men è un'opera teatrale di Joe DiPietro, debuttata a Londra nel 2009. Il dramma è un adattamento in chiave omosessuale del Girotondo di Arthur Schnitzler (1920). L'opera teatrale di Schnitzler descrive gli incontri di natura sessuale tra dieci persone di diverse classi sociali. Ognuno di questi dieci personaggi è legato a quello successivo da un motivo di natura sessuale: la prostituta e il soldato, il soldato e la cameriera, la cameriera e il giovane signore e così via. Il dramma di DiPietro mantiene intatta la struttura di quello di Schnitzler, ma cambiano sia l'ambientazione, da Vienna a New York, sia il sesso dei personaggi femminili, per avere un cast di soli uomini.
Le nove scene hanno come protagonisti:
- Il marchettaro e il soldato (al posto della prostituta e il soldato)
- Il soldato e uno studente (al posto del soldato e della cameriera)
- Lo studente e un laureando (al posto della cameriera e del giovane signore)
- Il laureando e il suo ragazzo (al posto del giovane signore e della giovane signora)
- Il ragazzo del laureando e una pornostar (al posto della giovane signora e il marito)
- La pornostar e un drammaturgo (al posto del marito e della ragazzina)
- Il drammaturgo e un attore (al posto della ragazzina e del poeta)
- L'attore e un conduttore televisivo (al posto del poeta e dell'attrice)
- Il conduttore televisivo e il marchettaro (al posto del conte e della prostituta)

Per la natura omosessuale dell'opera, le tematiche trattate non si limitano a quelle già usate da Schnitzler, ma aggiungono anche temi più legati alla cultura LGBT, come il coming out, l'omofobia e l'HIV.